# Munidopsis serricornis
Munidopsis serricornis is een tienpotigensoort uit de familie van de Munidopsidae. De wetenschappelijke naam van de soort is voor het eerst geldig gepubliceerd in 1852 door Lovén.